# Провинстаун
Провинстаун (на английски: Provincetown) е малък град, който е разположен в най-северния край на полуостров Кейп Код. Административно е част от окръг Барнстабъл, щата Масачузетс, САЩ. Населението му е 2959 жители (по приблизителна оценка от 2017 г.). Градът е заобиколен отвсякъде с красиви плажове и пясъчни дюни. Той е популярен туристически център, място на артисти и художници. Известен е с красивата архитектура на сградите си и главно като място, където летуват много млади хора.

## История
През 1620 г. на мястото на днешния Провинстаун пристига кораб от Англия с едни от първите заселници в Северна Америка от религиозната секта на пилигримите. Те акостират на брега, но не се застояват дълго заради блатистия терен и се отправят на запад. Всъщност те достигат до днешния град Плимут (Масачузетс) и основават една от първите колонии.
Началото на днешния град е поставено през 1727 г., но не се разраства особено оттогава. Неговите жители се занимават предимно с риболов и лов на китове. В началото на 20 век артисти, художници и писатели започват все по-често да посещават града и с течение на времето се утвърждава като артистичен център. В средата на 1970-те години членове на свободната общност също насочват погледа си към артистичния Провинстаун; през 1978 г. е поставено началото на организирания свободен туризъм в града.

## Туризъм
Провинстаун е културен център, в който през летния сезон се провеждат множество музикални, филмови и други фестивали. Като атракция за туристите се организира и наблюдение на китове. Голяма забележителност на града е т.нар. Паметник на пилигримите, представляващ 76-метрова гранитна кула, открита през 1910 г. Това е най-високата изцяло гранитна структура в САЩ.

## Транспорт
До Провинстаун може да се стигне от Бостън с автобус, самолет и (през летния сезон) с редовна фериботна линия. До града стигат и локални автобуси за окръга.
- Панорамен изглед от Провинстаун
- Паметникът на пилигримите, проектиран от Уилям Сиърс и построен през периода 1907 – 1910 г.